# Schitu (okręg Giurgiu)
Schitu – wieś w Rumunii, w okręgu Giurgiu, w gminie Schitu. W 2011 roku liczyła 293 mieszkańców.